# Élections législatives de 1968 en Lozère
Les élections législatives françaises de 1968 se déroulent le 23 juin 1968. Dans le département de la Lozère, deux députés sont à élire dans le cadre de deux circonscriptions.

## Élus
| Circonscription | Député sortant      | Parti | Parti | Député élu ou réélu | Parti | Parti |
| --------------- | ------------------- | ----- | ----- | ------------------- | ----- | ----- |
| 1re             | Pierre Couderc      |       | RI    | Pierre Couderc      |       | RI    |
| 2e              | Charles de Chambrun |       | UDR   | Charles de Chambrun |       | UDR   |

## Résultats

### Résultats à l'échelle du département
|                | Républicains indépendants                       | 15 182 | 37,47  | 1 |  |  |
|                | Union pour la défense de la République          | 14 067 | 34,71  | 1 |  |  |
|                | Union des républicains de progrès               | 29 249 | 72,18  | 2 |  |  |
|                |                                                 |        |        |   |  |  |
|                | Section française de l'Internationale ouvrière  | 6 839  | 16,88  | 0 |  |  |
|                | Fédération de la gauche démocrate et socialiste | 6 839  | 16,88  | 0 |  |  |
|                |                                                 |        |        |   |  |  |
|                | Parti communiste français                       | 3 685  | 9,09   | 0 |  |  |
|                | Parti socialiste unifié                         | 749    | 1,85   | 0 |  |  |
|                |                                                 |        |        |   |  |  |
| Inscrits       | Inscrits                                        | 53 178 | 100,00 | 2 |  |  |
| Abstentions    | Abstentions                                     | 11 278 | 21,21  |   |  |  |
| Votants        | Votants                                         | 41 900 | 78,79  |   |  |  |
| Blancs et nuls | Blancs et nuls                                  | 1 378  | 3,29   |   |  |  |
| Exprimés       | Exprimés                                        | 40 522 | 96,71  |   |  |  |

### Résultats par circonscription

#### Première circonscription (Mende)
|                | Pierre Couderc sortant réélu | RI (URP)       | 15 182 | 68,37  |  |  |  |
|                | Jean Massador                | FGDS (SFIO)    | 4 435  | 19,97  |  |  |  |
|                | Marcel Brès                  | PCF            | 2 589  | 11,66  |  |  |  |
|                |                              |                |        |        |  |  |  |
| Inscrits       | Inscrits                     | Inscrits       | 29 449 | 100,00 |  |  |  |
| Abstentions    | Abstentions                  | Abstentions    | 6 626  | 22,5   |  |  |  |
| Votants        | Votants                      | Votants        | 22 823 | 77,5   |  |  |  |
| Blancs et nuls | Blancs et nuls               | Blancs et nuls | 617    | 2,7    |  |  |  |
| Exprimés       | Exprimés                     | Exprimés       | 22 206 | 97,3   |  |  |  |

#### Deuxième circonscription (Marvejols)
|                | Charles de Chambrun sortant réélu | UDR (URP)      | 14 067 | 76,8   |  |  |  |
|                | André Constans                    | FGDS (SFIO)    | 2 404  | 13,13  |  |  |  |
|                | Guy Galvier                       | PCF            | 1 096  | 5,98   |  |  |  |
|                | Gilbert Robin                     | PSU            | 749    | 4,09   |  |  |  |
|                |                                   |                |        |        |  |  |  |
| Inscrits       | Inscrits                          | Inscrits       | 23 729 | 100,00 |  |  |  |
| Abstentions    | Abstentions                       | Abstentions    | 4 652  | 19,6   |  |  |  |
| Votants        | Votants                           | Votants        | 19 077 | 80,4   |  |  |  |
| Blancs et nuls | Blancs et nuls                    | Blancs et nuls | 761    | 3,99   |  |  |  |
| Exprimés       | Exprimés                          | Exprimés       | 18 316 | 96,01  |  |  |  |